# Bahía de Santa Rosalía
La bahía de Santa Rosalía es una bahía ubicada sobre el litoral marítimo al este en Baja California Sur, México, sobre el Mar de Cortes.  La bahía abarca desde Punta Rosarito al sur hasta la punta ubicada al norte en proximidades del pueblo de Santa Rosalía.
Sobre la costa se encuentra emplazado el pueblo de Santa Rosalía.